# 모더니즘

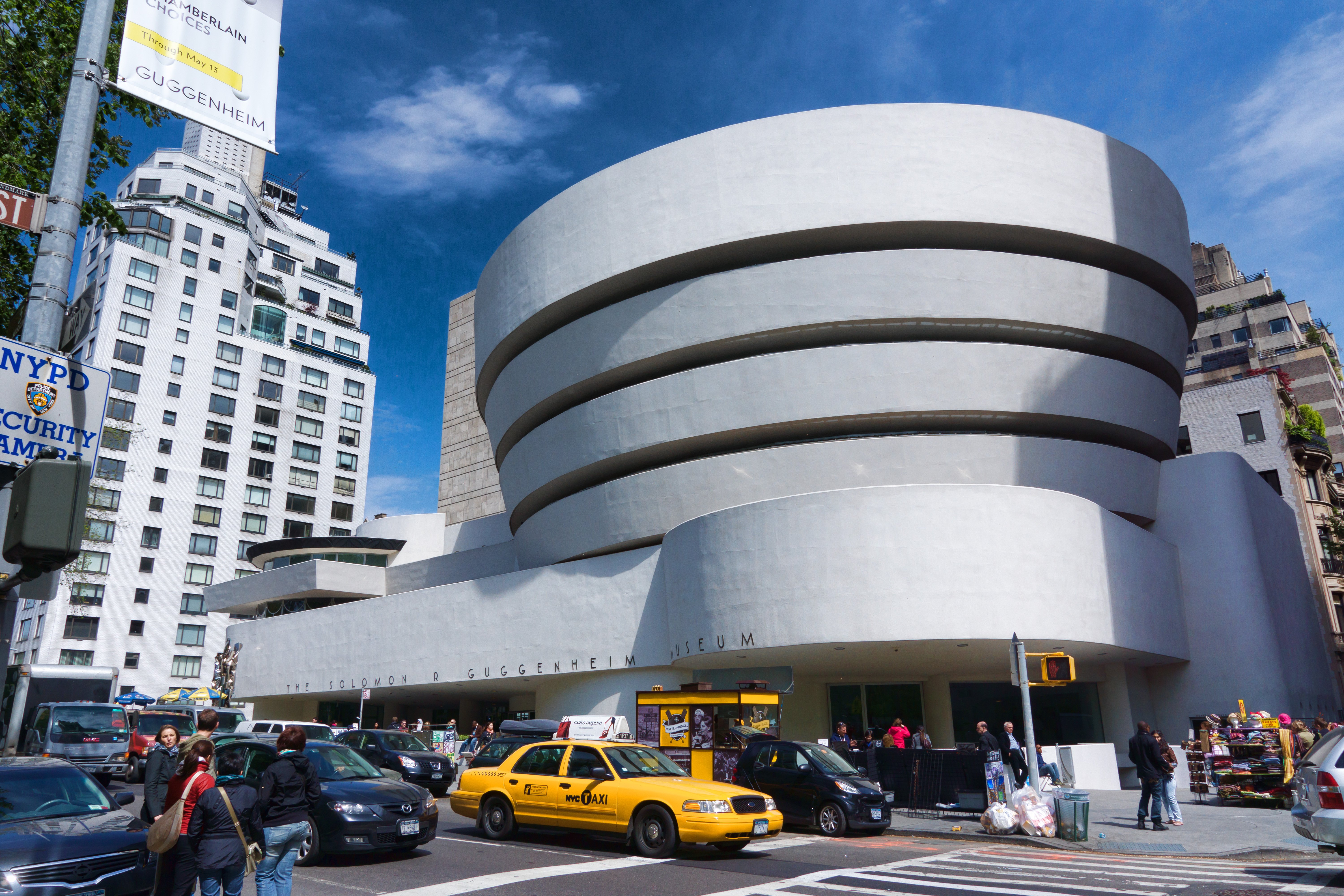
솔로몬 R. 구겐하임 미술관은 20세기의 중요한 모더니즘 건축물 중 하나로 꼽히며 뉴욕시가 지정한 '뉴욕을 대표하는 랜드마크' 중 하나로 선정되었다.

모더니즘(영어: modernism) 또는 현대주의(現代主義)와 근대주의(近代主義)는 종래의 예술, 건축, 문학, 종교적 신앙, 철학, 사회조직, 일상 생활 및 과학 등의 전통적인 기반에서 급진적으로 벗어나려는 20세기 서구 문학, 예술상의 경향이다. 현대 문명에 대하여 비판적이고 미래에 대해서는 디스토피아적(반유토피아적)이며 새롭고 혁신적인 문화의 창조를 추구한다. 전통이나 권위 등에 반대하여, 근대의 과학이나 문화에 의해서 자유·평등한 근대인으로서 살아가려는 개인주의의 입장을 말하며, 기계 문명이나 도시 생활의 근대성 또는 미학적 근대주의와 서양 미술 전반의 보편적인 감각을 중시하는 경향도 지칭한다.

## 개요
즉, 모더니즘은 20세기 이후에 일어난 예술 운동을 가리킨다. 전통적인 19세기 예술에 대한 전통적인 골격에 구애받지 않는 표현을 추구했다. 일반적으로 모더니즘이란 다음과 같은 특징을 가진다.
1. 현대적인 것
2. 20세기 초 각 분야에서 일어난 실험적인 예술 운동. 현대 예술이라고도 한다.
3. 19세기 말, 로마 가톨릭교회에서 일어난 운동으로, 현대에 맞는 신앙을 주장했지만 이단으로 몰렸다.
4. 스페인과 포르투갈의 모더니즘 운동은 모데르니스모를 참조.

## 문학
문학은 제임스 조이스 및 T. S. 엘리엇 등의 실험적인 작품을 가리켜 모더니즘 문학이라고 한다. 특히 라틴 아메리카 문학의 모더니즘 운동은 모데르니스모 문학으로 알려져 있다.
버지니아 울프는 20세기 가장 대표적인 모더니즘 작가다. 그녀의 대표작인 '등대로'는 '의식의 흐름' 기법을 가장 최초로 사용한 작품으로 알려지고 있다.

## 가톨릭 교회
크리스트교의 모더니즘은 19세기 후반에서 20세기 초엽에 걸쳐, 가톨릭 신앙의 전통을 근대의 인식론(認識論), 비판적 역사학 등에 관련시켜 재해석하려는 가톨릭 교회 내부의 운동이다.
프랑스를 비롯한 여러 나라에서 자연적으로 발생하였으나, 공통적인 프로그램은 없으며 다양한 형태를 취하고 있다. 성서비평학에 의한 성서의 비판적 견해를 전면적으로 적용하여 성서 내의 모순을 조정하는 시도를 버리고, 복음서기자를 비롯한 성서의 기술자(記述者)가 역사적인 많은 제한을 받고 있었음을 주장하여 프로테스탄트의 학자들보다 더욱 회의적인 태도를 취했다. 또한 주지주의(主知主義)를 배격하고 교의보다 실천을 중요시하여 행동철학(行動哲學), 프래그머티즘을 채용하고 그리스도교의 본질을 생명 속에서 파악하였다. 더욱이 역사의 목적론적 해석에 의해 그리스도교의 발전을 파악했으나 그 역사적 기원에 대해서는 회의적이었다. 프랑스의 대표자인 르와지는 하르나크를 비판한 책 《복음과 교회》를 내어 논의를 불러일으켰다. 영국에서는 폰 휘겔과 티렐이, 이탈리아에서는 무리가 유명하다.
1907년 교황 비오 10세에게 이단으로 몰려 모더니즘은 단죄되었다.

## 같이 보기
- 미술
- 전위 미술
- 영국 문학

## 참고 자료
- 이 문서에는 다음커뮤니케이션(현 카카오)에서 GFDL 또는 CC-SA 라이선스로 배포한 글로벌 세계대백과사전의 내용을 기초로 작성된 글이 포함되어 있습니다.